# Jesus Walks
«Jesus Walks» — третій сингл американського репера та продюсера Каньє Веста з його дебютного студійного альбому The College Dropout, випущений 25 травня 2004 року. У пісні використовується семпл з «Walk with Me», виконаної ARC Choir. «Jesus Walks» отримав хороші відгуки критиків, був успішним у продажах, а також піднявся на одинадцяте місце в чарті Billboard Hot 100.
Пісня є духовною історією, у якій Вест обговорює, як Ісус «ходить» з усіма людьми, від грішника до святого. З цією метою перший концептуальний куплет пісні розповідається очима торговця наркотиками, який розмірковує про свої стосунки з Богом.

## Комерційний успіх
Попри всі попередні несхвалення, «Jesus Walks» став одним із найбільших хітів Веста. «Jesus Walks» досяг свого загального піка під № 11 у чарті Billboard Hot 100, де він залишався два тижні поспіль. Відтоді «Jesus Walks» отримав потрійний платиновий сертифікат від Асоціації звукозаписної індустрії Америки за продаж 3 000 000 сертифікованих одиниць у США.

## Критика
Сингл отримав дуже позитивні відгуки критиків. Багато хто здивувався, що така відверто релігійна пісня потрапила в ротацію на радіо. Village Voice в рецензії The College Dropout назвала пісню «відчайдушним шедевром». Журнал Stylus назвав «Jesus Walks» найкращою піснею альбому. PopMatters назвав її найкращим синглом року.
Слухачі також полюбили «Jesus Walks», тому Вест виконує її у всіх своїх концертних турах. На 47 церемонії вручення премії Греммі, «Jesus Walks» отримала нагороду в номінації «Краща пісня року». У 2010 році Журнал Rolling Stone поставив пісню на 273 місце у списку «50 найкращих пісень 2000-х».

## Кліпи
На пісню було знято три окремі кліпи, кожен з яких інтерпретує багатогранний зміст пісні по-різному. Другий і третій фінансувалися особисто Каньє Вестом. Усі три були представлені на кінофестивалі Трайбека. Там же Вест заявив: «Пісня викликає сильні емоції, а кліп обмежений за часом. Тому я вирішив зробити три версії кліпу. Спочатку він хотів, щоб режисером кліпу був Хайп Вільямс (англ. Hype Williams), але пізніше передумав, і призначив Майкла Хауссмана (англ. Michael Haussman). Кліп був знятий у Каліфорнії, бюджет кліпу дорівнював 650 000 доларів. У кліпі Вест зображений репером-проповідником, тоді як ангели, керуючи повією, алкоголіком і наркоторговцем, ведуть їх до церкви, де проповідує Вест.
Але Вест залишився незадоволений кліпом і почав знімати другу версію, з бюджетом 500 000 доларів. Режисером цієї версії кліпу став Кріс Мілк (англ. Chris Milk), знімали кліп на півдні США. У кліпі 3 частини, з'єднані в довільному порядку (Вест у темному коридорі, ув'язнені на каторзі в пустелі та погоня в пустелі за наркодилером), і одна, в кінці — член організації Ку-клукс-клан, що скидає з гори хрест, що горить. Також наприкінці кліпу можна почути початок пісні „Never Let Me Down“. Кліп був номінований на MTV Video Music Awards у номінації „Відео 2005 року“, а отримала нагороду „Краща чоловіча роль“.
Третя версія кліпу була знята в рідному місті Веста — Чикаго. Бюджет становив 40 000 доларів. У ньому зображений Ісус, який живе в наші дні, іде за героєм кліпу до церкви, і на шляху робить чудеса. Прем'єра кліпу відбулася на MTV.com 23 червня 2004 року.

## Список композицій
| США промо-сингл 1. „Jesus Walks“ (Main) — 3:13 2. „Jesus Walks“ (Clean) — 3:13 США 12» сингл Сторона А 1. «Jesus Walks» (Clean) — 3:13 2. «Jesus Walks» (Dirty) — 3:13 3. «Jesus Walks» (A cappella) — 3:09 Сторона В 1. «Heavy Hitters» (Clean) — 3:00 2. «Heavy Hitters» (Dirty) — 3:01 3. «Heavy Hitters» (A cappella) — 3:00 Австралійський CD-сингл 1. «Jesus Walks» (Album version) — 3:20 2. «Jesus Walks» (Live) — 4:06 3. «Through the Wire» (Live) — 4:23 4. «Jesus Walks» (Mase remix) — 6:26 5. «Jesus Walks» (Church version) — 3:59 | Британський CD-сингл 1. «Jesus Walks» (Album version) — 3:21 2. «Jesus Walks» (Live in Paridiso 2004) — 4:07 3. «Through the Wire» (Live in Paridiso 2004) — 4:23 4. «Jesus Walks» (Mase remix) — 3:52 5. «Jesus Walks» (Video version 2) — 4:06 6. «Jesus Walks» (Video version 3) — 4:18 Британський промо-сингл 1. "Jesus Walks (Clean) — 3:20 2. «Jesus Walks (12» Version) — 3:20 3. "Jesus Walks (A Capella) — 3:09 4. "Breathe In Breathe Out (Edited) — 4:06 5. "Breathe In Breathe Out (Explicit) — 4:06 Live Digital сингл 1. «Jesus Walks» (Live) — 3:31 |

## Чарти
| Чарт (2004–05)                            | Найвища позиція |
| ----------------------------------------- | --------------- |
| Австралія (ARIA)                          | 37              |
| Австралія (ARIA) Urban Singles            | 10              |
| Ірландія (IRMA)                           | 18              |
| Шотландія (Official Charts Company)       | 30              |
| Велика Британія (Official Charts Company) | 16              |
| Велика Британія (UK R&B Chart)            | 6               |
| США (Billboard Hot 100)                   | 11              |
| США (Hot R&B/Hip-Hop Songs) (Billboard)   | 2               |
| US Hot Rap Tracks (Billboard)             | 3               |
| США (Rhythmic) (Billboard)                | 16              |

## Сертифікації
| Регіон                                                      | Сертифікація  | Продажі   |
| ----------------------------------------------------------- | ------------- | --------- |
| Велика Британія (BPI)                                       | Золотий       | 400 000   |
| США (RIAA)                                                  | 3× Платиновий | 3 000 000 |
| продажі+прослуховування, що базуються лише на сертифікаціях |               |           |